# Tiffany Cohen
Tiffany Lisa Cohen, född 11 juni 1966 i Culver City i Kalifornien, är en amerikansk före detta simmare.
Cohen blev olympisk guldmedaljör på 400 meter frisim vid sommarspelen 1984 i Los Angeles.